# Krsto Pejkić
Krsto Pejkić (lat. Christophorus Peichich Bulgarus, Čiprovci, 14. rujna, 1665. – Beč/Beograd, 1730./1731.) bio je bugarski katolički svećenik i pisac religijsko-dogmatskih djela. 

## Životopis
Rođen je u Bugarskoj, u mjestu Čiprovci 1666. Poslije Čiprovskog ustanka izbjegao je na teritorij Habsburške monarhije. Preminuo je najvjerojatnije u Beču 1730., no u nekim izvorima se navodi godina 1731. te mjesto smrti kao Beograd. Školovao se na Urbanovu kolegiju u Rimu, no ubrzo je odustao od studija te je karijeru nastavio kao misionar u Erdelju i Beogradu.

## Djela
Godine 1716. objavio je u Veneciji u tiskari Nikole Pezzana djelo „Zarcalo istine med carkve istočne i zapadne“. Tiskano je hrvatskom ćirilicom. Ovo je djelo Pejkić također preveo, proširio i objavio na latinskom jeziku. O popularnosti djela govori to da je više puta prepisano na području Hrvatske, dvaput latinicom, jednom glagoljicom te je jednom nedozvoljeno objavljeno 1745. u izdanju Stipana Badrića. Također postoji sačuvan arapski prijevod koji je nastao vjerojatno prema latinskom predlošku negdje između 1725. i sredine 19. stoljeća. U posljednje vrijeme dostupan je prijevod na bugarski jezik pod naslovom "Ogledalo na istinata".
Godine 1727. objavio je na latinskom jeziku u Trnavi kapitalno djelo, upereno protiv islama, pod naslovom „Mohametanus dogmatice et catechetice in Lege Christi alcorano Sufragante instructus“. U predgovoru knjige Pejkić poziva svetorimskog cara Karla VI. da produži borbu protiv Turaka. Godine 1730. tiskao je dogmatsko djelo „Concordia orthodoxum partum orientalium et occidentalium in eadem veritate...“ u Trnavi, gdje su sljedeće godine izašla njegova sabrana djela na latinskom jeziku.
1. Mahometanus dogmatice et cathechetice in lege Christi alcorano suffragante instructus. Tyrnaviae, 1717.[6]
2. Speculum veritatis inter orientalem et occidentalem ecclesias refulgens, in quo separationis ecclesiae graecae alatina brevis habetur recensio. Item in fine opusculi catholica veritas, scripturae sacrae, & sanctorum patrum, orientalium praesertim, testimonio roboratur. Venetiis, 1725. (3. izd. Nagyszombat, 1730). Knjiga je posljednji put izdana 2011. u Sjedinjenim Američkim Državama
3. Concordia orthodoxorum patrum orientalium veritas, scripturae sacrae, & sanctorum patrum, orientalium praesertim, testimonio roboratur. Venetiis, 1725. (3. izd. Nagyszombat, 1730).
4. Concordia orthodoxorum patrum orientalium utroque, adamussim convenientium; ex commentariis Gennadij patriarchae excerpta, et additae quaedam regulae huic loco maxime deservientes. Tyrnaviae, 1730. (2. izd.).